# إغناثيو كال
إغناثيو كال (بالإسبانية: Ignacio Calle)‏ (16 نوفمبر 1930 في كولومبيا - 24 فبراير 1982 في كولومبيا) هو لاعب كرة قدم كولومبي في مركز الدفاع، شارك في كأس العالم 1962. وشارك مع منتخب كولومبيا لكرة القدم. أما مع النوادي، فقد لعب مع أتلتيكو ناسيونال.

## وصلات خارجية
- إغناثيو كال على موقع الاتحاد الدولي (مؤرشف)  (الإنجليزية)